# Spoorlijn 120 (België)
Spoorlijn 120 was een Belgische spoorlijn in de provincie Henegouwen. De lijn verbond Luttre met Trazegnies en was 8,0 km lang. Volgens sommige bronnen had deze lijn het nummer 122, dat later hergebruikt werd voor de spoorlijn Melle-Geraardsbergen.

## Geschiedenis
De lijn is geopend op 13 november 1879. Zowel reizigers- als goederenverkeer werd opgeheven in het begin van de jaren 1930. Vervolgens werd het noordelijke gedeelte van de lijn opgebroken. Het zuidelijke gedeelte bleef functioneren als industrielijn 249 naar Courcelles-Fosses tot het begin van de jaren 1980.
Lijn 120 werd nooit geëlektrificeerd.

## Aansluitingen
In de volgende plaatsen was er een aansluiting op de volgende spoorlijnen:
Luttre
Spoorlijn 117 tussen 's-Gravenbrakel en Luttre
Spoorlijn 119 tussen Châtelet en Luttre
Spoorlijn 124 tussen Brussel-Zuid en Charleroi-Centraal
Spoorlijn 124A tussen Luttre en Charleroi-Centraal
Trazegnies
Spoorlijn 112A tussen Roux en Piéton
Spoorlijn 249 tussen Trazegnies en Fosse 6
Spoorlijn 254 tussen Bascoup en Trazegnies